# Canton d'Isle-Loue-Auvézère
Le canton d'Isle-Loue-Auvézère est une circonscription électorale française, située dans le département de la Dordogne, en région Nouvelle-Aquitaine.

## Histoire
Le canton d'Isle-Loue-Auvézère est une création issue de la réforme de 2014 définie par le décret du 21 février 2014. Il entre en vigueur à l'occasion des élections départementales de mars 2015.

## Géographie
Ce canton est organisé autour d'Excideuil et de Lanouaille dans les arrondissements de Périgueux et de Nontron. Son altitude varie de 102 m (Saint-Vincent-sur-l'Isle) à 415 m (Saint-Cyr-les-Champagnes et Saint-Mesmin).

## Représentation
| Période élective | Période élective | Mandat | Mandat   | Identité        | Nuance | Nuance | Qualité |
| ---------------- | ---------------- | ------ | -------- | --------------- | ------ | ------ | --- |
| 2015             | 2021             | 2015   | 2021     | Bruno Lamonerie |        | PS     | Kinésithérapeute Adjoint au maire d'Angoisse |
| 2015             | 2021             | 2015   | 2021     | Annie Sedan     |        | PS     | Maire d'Excideuil (2014-2020), ancienne conseillère générale du canton d'Excideuil |
| 2021             | 2028             | 2021   | en cours | Corinne Ducrocq |        | PS     | Technicienne territoriale Maire de Coulaures |
| 2021             | 2028             | 2021   | en cours | Bruno Lamonerie |        | PS     | Conseiller sortant, Président de la communauté de communes Isle-Loue-Auvézère en Périgord 1er vice-président chargé de l'administration générale, des finances, de la commande publique et rapporteur du budget Président de l'association départementale des maires |

### Résultats détaillés

#### Élections de mars 2015
À l'issue du premier tour des élections départementales de 2015, deux binômes sont en ballottage : Bruno Lamonerie et Annie Sedan (PS, 37,65 %) et Jean-Pierre Cubertafon et Nathalie Mailler (Union de la droite, 29,45 %). Le taux de participation est de 66,89 % (7 634 votants sur 11 412 inscrits) contre 60,04 % au niveau départemental et 50,17 % au niveau national.
Au second tour, Bruno Lamonerie et Annie Sedan (PS) sont élus avec 55,98 % des suffrages exprimés et un taux de participation de 67,29 % (3 824 voix pour 7 678 votants et 11 410 inscrits).

#### Élections de juin 2021
Le premier tour des élections départementales de 2021 est marqué par un très faible taux de participation (33,26 % au niveau national). Dans le canton d'Isle-Loue-Auvézère, ce taux de participation est de 47,57 % (5 284 votants sur 11 108 inscrits) contre 40,86 % au niveau départemental. À l'issue de ce premier tour, deux binômes sont en ballottage : Corinne Ducrocq et Bruno Lamonerie (PS, 56,19 %) et Thomas Semeny et Myriam Thomasson (Divers, 26,78 %).
Le second tour des élections est marqué une nouvelle fois par une abstention massive équivalente au premier tour. Les taux de participation sont de 34,3 % au niveau national, 41,41 % dans le département et 48,06 % dans le canton d'Isle-Loue-Auvézère. Corinne Ducrocq et Bruno Lamonerie (PS) sont élus avec 59,49 % des suffrages exprimés (2 881 voix pour 5 338 votants et 11 106 inscrits),,.

## Composition
En 2015-2016, le canton d'Isle-Loue-Auvézère se compose de trente et une communes. Par rapport aux anciens cantons, il associe vingt-deux communes de l'arrondissement de Périgueux (treize communes du canton d'Excideuil, six du canton de Savignac-les-Églises, deux du canton de Thenon et une du canton de Hautefort), et neuf communes de l'arrondissement de Nontron (du canton de Lanouaille). Le bureau centralisateur est celui d'Excideuil.
Avec la création de la commune nouvelle de Cubjac-Auvézère-Val d'Ans au 1er janvier 2017, le nombre de communes passe à vingt-neuf.
| Nom                               | Code Insee | Intercommunalité                  | Superficie (km2) | Population (dernière pop. légale) | Densité (hab./km2) | Modifier                                    |
| --------------------------------- | ---------- | --------------------------------- | ---------------- | --------------------------------- | ------------------ | ------------------------------------------- |
| Excideuil (bureau centralisateur) | 24164      | CC Isle-Loue-Auvézère en Périgord | 5,02             | 1 195 (2022)                      | 238                | modifier les données · modifier les données |
| Angoisse                          | 24008      | CC Isle-Loue-Auvézère en Périgord | 23,13            | 595 (2022)                        | 26                 | modifier les données · modifier les données |
| Anlhiac                           | 24009      | CC Isle-Loue-Auvézère en Périgord | 11,86            | 266 (2022)                        | 22                 | modifier les données · modifier les données |
| Brouchaud                         | 24066      | CC Isle-Loue-Auvézère en Périgord | 11,94            | 217 (2022)                        | 18                 | modifier les données · modifier les données |
| Cherveix-Cubas                    | 24120      | CC Isle-Loue-Auvézère en Périgord | 14,96            | 555 (2022)                        | 37                 | modifier les données · modifier les données |
| Clermont-d'Excideuil              | 24124      | CC Isle-Loue-Auvézère en Périgord | 9,99             | 248 (2022)                        | 25                 | modifier les données · modifier les données |
| Coulaures                         | 24137      | CC Isle-Loue-Auvézère en Périgord | 28,87            | 758 (2022)                        | 26                 | modifier les données · modifier les données |
| Cubjac-Auvézère-Val d'Ans         | 24147      | CC Isle-Loue-Auvézère en Périgord | 39,56            | 1 116 (2022)                      | 28                 | modifier les données · modifier les données |
| Dussac                            | 24158      | CC Isle-Loue-Auvézère en Périgord | 20,26            | 426 (2022)                        | 21                 | modifier les données · modifier les données |
| Génis                             | 24196      | CC Isle-Loue-Auvézère en Périgord | 25,92            | 508 (2022)                        | 20                 | modifier les données · modifier les données |
| Lanouaille                        | 24227      | CC Isle-Loue-Auvézère en Périgord | 23,78            | 938 (2022)                        | 39                 | modifier les données · modifier les données |
| Mayac                             | 24262      | CC Isle-Loue-Auvézère en Périgord | 11,28            | 322 (2022)                        | 29                 | modifier les données · modifier les données |
| Payzac                            | 24320      | CC Isle-Loue-Auvézère en Périgord | 47,72            | 977 (2022)                        | 20                 | modifier les données · modifier les données |
| Preyssac-d'Excideuil              | 24339      | CC Isle-Loue-Auvézère en Périgord | 3,38             | 147 (2022)                        | 43                 | modifier les données · modifier les données |
| Saint-Cyr-les-Champagnes          | 24397      | CC Isle-Loue-Auvézère en Périgord | 15,81            | 302 (2022)                        | 19                 | modifier les données · modifier les données |
| Saint-Germain-des-Prés            | 24417      | CC Isle-Loue-Auvézère en Périgord | 19,01            | 482 (2022)                        | 25                 | modifier les données · modifier les données |
| Saint-Jory-las-Bloux              | 24429      | CC Isle-Loue-Auvézère en Périgord | 16,94            | 239 (2022)                        | 14                 | modifier les données · modifier les données |
| Saint-Martial-d'Albarède          | 24448      | CC Isle-Loue-Auvézère en Périgord | 10,28            | 485 (2022)                        | 47                 | modifier les données · modifier les données |
| Saint-Médard-d'Excideuil          | 24463      | CC Isle-Loue-Auvézère en Périgord | 18,35            | 545 (2022)                        | 30                 | modifier les données · modifier les données |
| Saint-Mesmin                      | 24464      | CC Isle-Loue-Auvézère en Périgord | 29,58            | 334 (2022)                        | 11                 | modifier les données · modifier les données |
| Saint-Pantaly-d'Excideuil         | 24476      | CC Isle-Loue-Auvézère en Périgord | 8,46             | 160 (2022)                        | 19                 | modifier les données · modifier les données |
| Saint-Raphaël                     | 24493      | CC Isle-Loue-Auvézère en Périgord | 7,13             | 94 (2022)                         | 13                 | modifier les données · modifier les données |
| Saint-Sulpice-d'Excideuil         | 24505      | CC Isle-Loue-Auvézère en Périgord | 19,72            | 368 (2022)                        | 19                 | modifier les données · modifier les données |
| Saint-Vincent-sur-l'Isle          | 24513      | CC Isle-Loue-Auvézère en Périgord | 9,98             | 309 (2022)                        | 31                 | modifier les données · modifier les données |
| Salagnac                          | 24515      | CC Isle-Loue-Auvézère en Périgord | 9,08             | 717 (2022)                        | 79                 | modifier les données · modifier les données |
| Sarlande                          | 24519      | CC Isle-Loue-Auvézère en Périgord | 34,74            | 423 (2022)                        | 12                 | modifier les données · modifier les données |
| Sarrazac                          | 24522      | CC Isle-Loue-Auvézère en Périgord | 29,89            | 364 (2022)                        | 12                 | modifier les données · modifier les données |
| Savignac-Lédrier                  | 24526      | CC Isle-Loue-Auvézère en Périgord | 26,90            | 715 (2022)                        | 27                 | modifier les données · modifier les données |
| Savignac-les-Églises              | 24527      | CA Le Grand Périgueux             | 21,90            | 947 (2022)                        | 43                 | modifier les données · modifier les données |
| Canton d'Isle-Loue-Auvézère       | 2406       |                                   | 555,44           | 14 752 (2022)                     | 27                 | modifier les données                        |

## Démographie
En 2022, le canton comptait 14 752 habitants, en évolution de −0,34 % par rapport à 2016 (Dordogne : +0,37 %, France hors Mayotte : +2,11 %).
| 2013   | 2018   | 2022   |
| ------ | ------ | ------ |
| 14 911 | 14 633 | 14 752 |